# تائوی جیت کان دو
طریقت جیت کان دو (به انگلیسی Tao of Jeet Kune Do) عنوان کتابی نوشته بروس لی (استاد هنرهای رزمی) است پیرامون فلسفه و مبارزه در هنر رزمی ابداعی خود یعنی جیت کان دو. این کتاب در سال ۱۹۷۵ یعنی دو سال بعد از مرگ بروس لی، به چاپ رسید.

## نسخه به چاپ رسیده سال ۲۰۰۶

Cover of the 2006 Limited Edition Collector's Edition book with certificate of authenticity. در

سال ۲۰۰۶ این کتاب مجدداً به چاپ رسید.